# Abezames
Abezames település Spanyolországban,  Zamora tartományban. Abezames Pinilla de Toro, Malva, Fuentesecas, Bustillo del Oro, Vezdemarbán és Pozoantiguo községekkel határos. Lakosainak száma 60 fő (2024).

## Népesség
A település lakosságának változását az alábbi diagram mutatja:
| Lakosok száma | 107  | 95   | 94   | 88   | 78   | 72   | 63   | 61   | 65   | 60   |
|               | 2001 | 2004 | 2007 | 2009 | 2012 | 2014 | 2017 | 2019 | 2022 | 2024 |